# Andrea Cucino
Andrea Cucino (Montecorvino Rovella, 23 luglio 1914 – 1989) è stato un generale italiano.
Ha ricoperto l'incarico di capo di stato maggiore dell'Esercito dal 1975 al 1977. Sotto il suo mandato di capo di stato maggiore, l'Esercito Italiano visse una delle più importanti ristrutturazioni della sua storia.

## Biografia

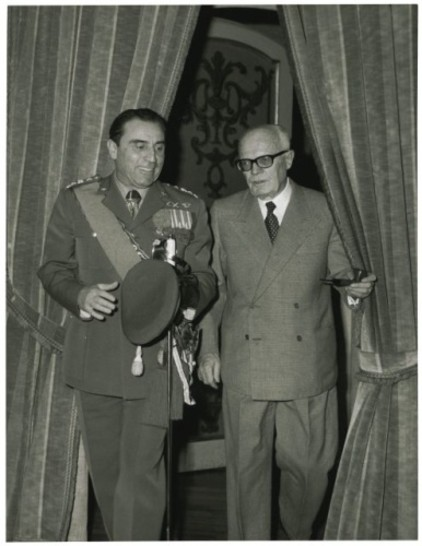
Andrea Cucino e il presidente Pertini.

Andrea Cucino, generale di corpo d’armata, fu Capo di stato maggiore dell'Esercito Italiano dal 1975 al 1977. Sotto il suo mandato, l’esercito visse una delle più importanti ristrutturazioni della sua storia, che ricorda molto quello che sta interessando attualmente le Forze Armate italiane in generale e l’esercito in particolare. All’insegna del motto “più qualità, meno quantità”, la ristrutturazione dell’esercito del 1976 aveva come sostanziale obiettivo una riduzione delle componenti territoriali e scolastico – addestrativa, preservando la componente operativa. A questa ristrutturazione ordinativa si accompagnò una serie di provvedimenti legislativi e regolamentari nel campo dello stato e avanzamento del personale. In aggiunta a ciò, il generale Cucino si fece promotore presso il governo e il parlamento di una legge di finanziamento straordinario al fine di consentire l’ammodernamento degli armamenti e equipaggiamenti della forza armata. Alla fine del processo di ristrutturazione (all’inizio degli anni ’80) l’esercito risultava ridotto di circa il 30%, dotato di maggiore mobilità tattica incentrata sulla brigata pluriarma (pedina fondamentale della manovra) ordinata su unità a livello battaglioni o gruppi, rinvigorito nella componente personale che trovava in taluni provvedimenti normativi (ad esempio, la Legge n.574/1980) il giusto accoglimento alle proprie aspettative. Furono anni formidabili, ma certo non facili, per le speranze che si aprivano verso un’Istituzione militare finalmente moderna e proiettata verso il futuro ma anche per la generale adesione del personale nei confronti di una ristrutturazione ritenuta necessaria e non più differibile: questa operosa partecipazione collettiva fu uno dei principali fattori di successo dell’intero processo.

Il Generale di corpo d'armata Cucino.

Cucino durante la campagna di Russia.

Nei variegati ordinamenti pubblici, esistono leggi di particolare importanza ed efficacia; per l’ordinamento militare, tra le tante, merita di essere ricordata la Legge n. 574 del 20 settembre 1980 Unificazione e riordinamento dei ruoli normali, speciali e di complemento degli ufficiali dell’Esercito, della Marina e dell’Aeronautica promossa (per la parte attinente all’esercito) dal generale Andrea Cucino, che fu capo di Stato Maggiore dell’Esercito tra il 1975 ed il 1977, nell’ambito della sua opera di riforma della forza armata, proprio durante il biennio di capo di stato maggiore. La Legge 574/1980 eliminò le ingiuste sperequazioni nella progressione di carriera tra i quattro ruoli delle armi. Fu istituito un unico ruolo per gli ufficiali delle varie armi dell’esercito (fanteria, cavalleria, artiglieria, genio e trasmissioni) per il quale la distinzione per arma rimaneva unicamente al fine dell’impiego. Venne poi costituito il Corpo tecnico, che unificava i precedenti sei ruoli dei servizi tecnici (di artiglieria, della motorizzazione, chimico-fisico, del genio, delle trasmissioni e geografico). Successivamente,  il corpo tecnico diventerà l’attuale Corpo degli ingegneri dell'Esercito. Nella sua opera riformatrice il generale Cucino diede priorità e preminenza al personale: già questo la dice lunga sulla sua indubbia lungimiranza. Uno dei simboli della modernizzazione del tempo fu l’introduzione in servizio della Fiat AR 76, conosciuta meglio forse come "Campagnola". Al termine del periodo di ristrutturazione, l’esercito di campagna era articolato principalmente su:
• 3 corpi d’Armata - 3° (Milano), 4° alpino (Bolzano), 5° (Vittorio Veneto) – ai quali fu affidato il compito di condurre la manovra aeroterrestre attraverso l’impiego coordinato delle Grandi Unità elementari e pluriarma (brigate) e delle unità di supporto alle loro dipendenza;
• 4 divisioni – corazzata Centauro (Novara), meccanizzata Folgore (Treviso), meccanizzata Mantova (Udine), corazzata Ariete (Pordenone). Le divisioni comprendevano 3 brigate e numerosi supporti (gruppo squadroni esplorante e sicurezza, gruppi artiglieria, battaglione genio, battaglione trasmissioni, reparto Aviazione Leggera Esercito e supporto logistico);
• 8 brigate meccanizzate – Goito (Milano), Legnano (Bergamo), Brescia (Brescia) Garibaldi (Pordenone), Isonzo (Cividale del Friuli) Gorizia (Gorizia), Trieste (Bologna), Granatieri di Sardegna (Roma);
• 5 brigate corazzate – Curtatone (Novara), Mameli (Tauriano), Manin (Aviano), Pozzuolo del Friuli (Palmanova), Vittorio Veneto (Trieste);
• 5 brigate motorizzate – Cremona (Torino), Friuli (Firenze), Acqui (L’Aquila), Pinerolo (Bari), Aosta (Messina);
• 5 brigate alpine – Taurinense (Torino), Orobica (Merano), Tridentina (Bressanone), Cadore (Belluno), Julia (Udine).
• 1 brigata Paracadutisti Folgore (Livorno);
• 1 brigata Missili Aquileia (Portogruaro).